# Frans-Tsjaad
Frans-Tsjaad was een kolonie die van 1900 tot 1960 deel uit maakte van het Franse koloniale rijk. Vanaf 1905 was Tsjaad verbonden met een federatie van Franse koloniën in Centraal-Afrika, vanaf 1910 bekend als Frans-Equatoriaal-Afrika. In 1960 werd Tsjaad onafhankelijk van Frankrijk.